# Ахмад аль-Лавзі
Ахмад аль-Лавзі (араб. أحمد اللوزي; нар. 1925 — пом. 18 листопада 2014) — йорданський державний діяч, прем'єр-міністр Йорданії від 29 листопада 1971 року до 26 травня 1973 року.

## Життєпис
Народився Ахмад аль-Лавзі у 1925 році в передмісті Амману, що нині є одним з районів міста (Джубейга). 
У 1950 році отримав ступінь бакалавра з літератури в Багдаді, де закінчив педагогічний коледж. Працював учителем у школі з 1950 по 1953 роки. 
1953 року призначений помічником президента королівського протоколу. 1956 року підвищений до президента Королівської протоколу. 1961 року обраний депутатом Палати представників Йорданії від Аммана. 1964 року отримав пост міністра без портфеля. 1967 року призначений на посаду міністра у справах муніципалітетів та сільських районів. 1970 року очолив міністерство фінансів Йорданії. 
У 1971-1976 роках був членом Піклувальної ради Університету Йорданії, а у 1980-1985 — її головою.
29 листопада 1971 року очолив уряд Йорданії. Сформував свій кабінет після відставки уряду Васфі аль-Таля, який був вбитий членами палестинської терористичної організації Чорний вересень.
Був президентом Королівської комісії з питань Університету Мута у 1975-1985 роках. Від 1978 до 1979 року був головою Національної консультативної ради. У 1979-1984 роках Ахмад аль-Лавзі очолював Королівський Хашимітський суду.
У 1984-1997 роках аль-Лавзі очолював Сенат Йорданії.
2000 року обраний головою опікунської ради Йорданського університету.
2011 року очолював комітет з питань внесення змін до Конституції Йорданії.
Помер 18 листопада 2014 року, був похований на Королівському цвинтарі в Аммані.

## Нагороди
- Вищий Орден Відродження[2]
- Орден Зірки Йорданії[2]
- Орден Незалежності Йорданії[2]